# Cordilura banski
Cordilura banski är en tvåvingeart som först beskrevs av Malloch 1923.  Cordilura banski ingår i släktet Cordilura och familjen kolvflugor. Inga underarter finns listade i Catalogue of Life.